# 戚之战
戚之战，發生於前626年（周襄王二十六年、鲁文公元年、卫成公九年、晋襄公三年），晋襄公率军围攻卫国戚邑（今河南省濮阳市东北）的作战。
晋文公晚年，卫成公不去朝见晋国，派遣孔达侵袭郑国绵、訾和匡地（今河南省长垣县西南）。晋襄公在举行小祥祭祀以后，派人通告诸侯而讨伐卫国，到达南阳（今河南省黄河以北地区）。先且居劝晋襄公朝觐周天子，晋襄公在温地朝觐了周襄王。先且居、胥臣进攻卫国。前626年五月初一日，晋军包围戚地。六月初八日，占取戚地，俘虏了孙昭子。卫国派人报告陈国。卫国的孔达就率兵进攻晋国。秋季，晋襄公划定戚地田土的疆界，鲁国公孙敖参加。次年，陈共公参与调解，孔达被押送到晋国治罪。